# تاتیانا ساندرز
تاتیانا ساندرز (انگلیسی: Tatiana Saunders؛ زادهٔ ۳ ژوئیهٔ ۱۹۹۳) بازیکن فوتبال اهل انگلستان است که پس از ترک لویس در پست دروازه‌بان برای دورهمی در مسابقات قهرمانی زنان انگلستان بازی می‌کند. ساندرز با باشگاه اتلتیک نیویورک بازی کرد، جایی که او بخشی از تیمی بود که در  جام حذفی زنان ۲۰۱۰ قهرمان شد و به عنوان بهترین بازیکن سال ۲۰۱۰ ایالت گاتورید برای نیویورک انتخاب شد.
وی همچنین در تیم‌های ملی فوتبال زیر ۱۷ سال زنان انگلستان و زیر ۱۹ سال زنان انگلستان بازی کرده است.